# قصر حيدر علييف
قصر حيدر علييف (بالأذربيجانية: Heydər Əliyev Adına Saray)، المعروف أيضًا باسم قصر باكو، كان يُعرف سابقًا باسم قصر الجمهورية (Respublika Sarayı)، وخلال الحقبة السوفيتية كان يُعرف بقصر لينين (Лeнин aдынa)، وهو القاعة الرئيسية للموسيقى في باكو، أذربيجان، بسعة ٢٥٠٠ شخص. تم تغيير اسم القصر بعد وفاة الرئيس الأذربيجاني حيدر علييف في عام ٢٠٠٣. كان أليش ليمبرانكسي هو المصمم والرؤية الرئيسية للقصر.
يعتبر القصر مجمع للحفلات حيث تُقام فيه الفعاليات الحكومية إلى جانب البرامج الثقافية. وتُعتبر قاعة الحفلات في القصر أكبر مسرح في الجمهورية.

## التاريخ

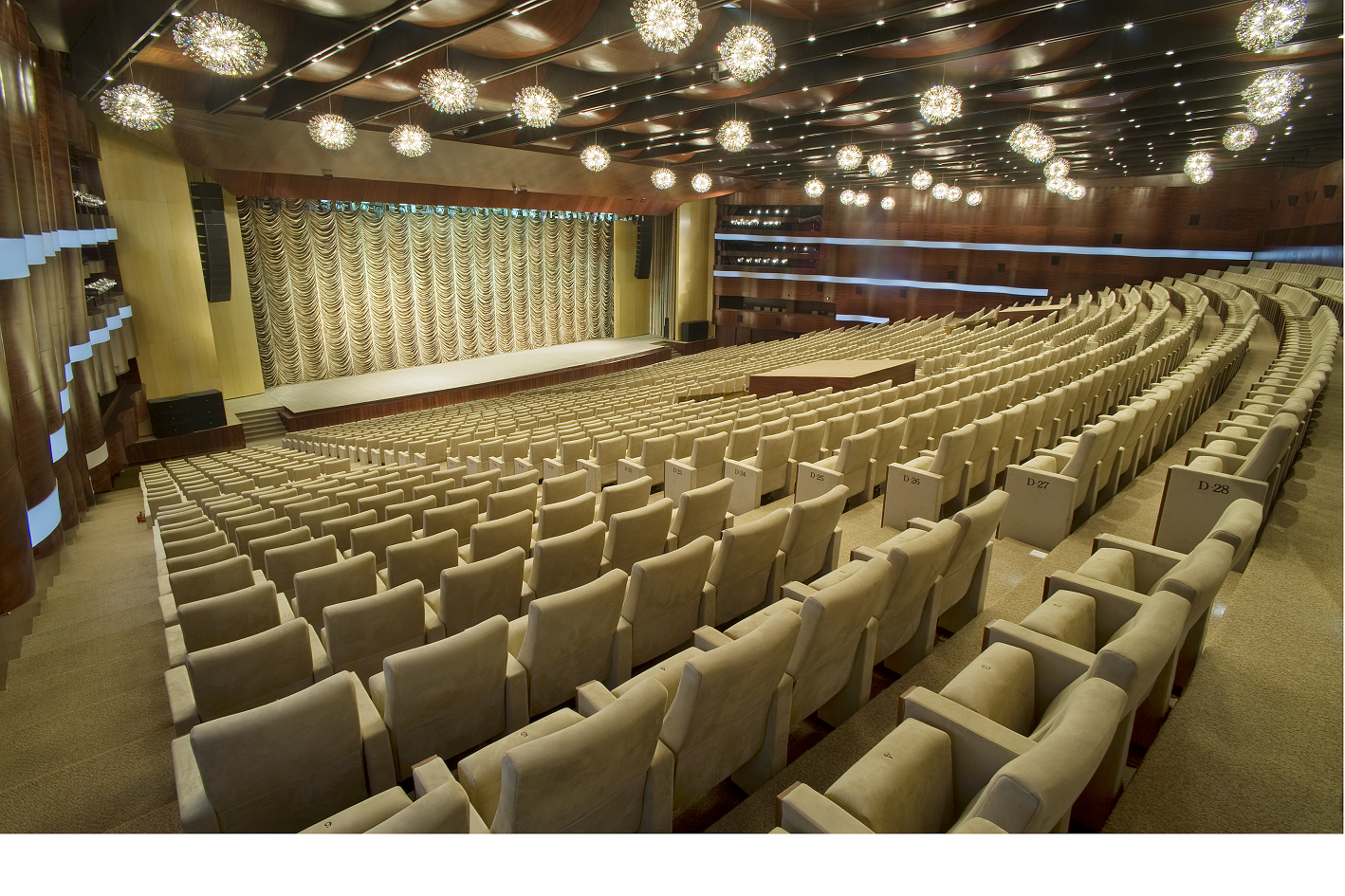
القاعة الرئيسية في قصر حيدر علييف

عمل القصر تحت اسم "قصر فلاديمير لينين" اعتباراً من ١٤ ديسمبر ١٩٧٢. وفي عام ١٩٩١، تم تغيير اسمه إلى "قصر الجمهورية". ووفقًا لمرسوم أصدره الرئيس الأذربيجاني إلهام علييف بتاريخ ١٠ مارس ٢٠٠٤، تم تغيير اسم القصر إلى "قصر حيدر علييف".
في الفترة من ٢٠٠٧ إلى ٢٠٠٨، تم إجراء إصلاحات جذرية في القصر، حيث تم تزويده بمعدات جديدة وإجراء تغييرات في مظهره الخارجي. وقد تم افتتاح القصر للتشغيل في ١٦ أكتوبر. وفي ٢٤ أكتوبر ٢٠٠٨، أُقيم في القصر مراسم تنصيب الرئيس إلهام علييف. وتم افتتاح القصر رسمياً بعد تجديده بالكامل ٥-٦ من نوفمبر ٢٠٠٨ في الاتحاد السوفيتي مع اقامة حفل للفنانة الشعبية زينب خانلاروفا.

## العمارة
قصر حيدر علييف، الذي يضم القاعة المركزية للحفلات في الجمهورية، يتميز بخصائص مختلفة عن غيره من المسارح وقاعات الحفلات. يضُم القصر قاعات احتفالات كبيرة الحجم وقد استضاف العديد من الفعاليات الكبرى في أذربيجان على مدى الأربعين عامًا الماضية. كما تحتوي القاعة على حوالي ٣٠ صفًا من المقاعد على طراز المسرح، و تستوعب أكثر من ٢١٥٠ مشاهدًا.
تتميز تصميمات القصر من حيث المظهر الداخلي بالأناقة، حيث تشمل المناظر الطبيعية، والأرضيات الرخامية، والسلالم القوسية الجريئة. كما يحتوي على ردهة بتصميم قهوة وكريمة، بالإضافة إلى غرفة ملابس واسعة ولكن غير ظاهرة. يوفر القصر نظام صوت فريد من نوعه في أذربيجان، بالإضافة إلى أنظمة الإضاءة، وعرض الأفلام، والليزر. كما يتميز بتواجد شاشات مرتبة ومثبتة بشكل احترافي. وهو المكان الوحيد الذي يتيح لضيوفه استخدام خدمة الانترنت المجانية وعالية الجودة، التي تغطي مساحة ٣٠٠٠ متر مربع. بالإضافة إلى ذلك، هناك معدات خاصة ليتم نقل الحفلات التي تُقام في القاعة عبر الإنترنت.
يقع القصر على بُعد ٧٠٠ متر غرب مباني محطة القطار التاريخية و ٢٨ مركز تسوق ، وعلى بُعد خمس دقائق فقط بالسيارة من العديد من أفضل فنادق المدينة.

## التنقلات
- المترو

يُخطط لإنشاء محطة مترو B5 في هذه المنطقة من قِبل مترو باكو في المستقبل.
- الترام

في فبراير ٢٠١٢، أعلنت حكومة أذربيجان أنها تخطط لاستعادة خط الترام في باكو. وكان من المقرر إنشاء خط جديد على طول الواجهة البحرية لبوليفارد باكو كجزء من مشروع تطوير مدينة باكو البيضاء. ومنذ ذلك الحين، اُجبرت سباقات الفورمولا 1 شركة ألستوم على تغير خططها ومسار هذا الخط، و لكن حتى الان لم يتم تنفيذ المشروع.